# Canó d'assalt

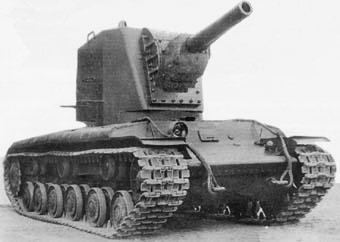
Prototip del canó d'assalt soviètic KV-2

Un canó d'assalt és un canó o canó obús muntat en un vehicle de motor o un xassís blindat, dissenyat per ser utilitzat com a suport d'infanteria en atacs directes contra la infanteria enemiga o posicions fortificades. Aquest canó autopropulsat és fix, manca de capacitat de rotació o gir sobre el seu muntatge, altrament passa a convertir-se en tanc.
Històricament, els canons d'assalt blindats es construïen muntant l'arma principal en una casamata tancada en un xassís d'un carro de combat. L'ús de la casamata en lloc de la torreta genèrica limitava el camp d'acció de l'arma, però resultava una construcció més senzilla i barata menys propensa als errors mecànics. L'increment d'espai i la reducció de pes del disseny sense torreta també permetia muntar un canó major i afegir més blindatge frontal al xassís, i en la majoria dels casos, reduir el perfil del vehicle com a blanc per a l'enemic.

## II Guerra Mundial
Els canons d'assalt van ser utilitzats principalment per les forces alemanyes i soviètiques durant la II Guerra Mundial. A començaments de la guerra, els alemanys van començar a crear canons d'assalt muntant les seves armes de suport d'infanteria en camions o tancs obsolets sense torreta. Posteriorment, tant alemanys com soviètics, van dissenyar models específics per a la tasca del canó d'assalt.
En els inicis del conflicte, els soviètics van desenvolupar el KV-2, una variant del tanc pesat KV-1 amb un obús curt de 152 mm muntat en una torreta de gran mida. Li van seguir altres models sense torreta com el SU-76, SU-122 i la pesada SU-152, i basats en el xassís del nou tanc pesat IS, el ISU-122 i ISU-152.
El principal canó d'assalt alemany va ser el Sturmgeschütz III (StuG III), armat amb un canó ràpid de 75 mm. A més van fabricar altres models com els StuG IV, StuH 42, Brummbär i Sturmtiger, aquests dos últims models en petites quantitats.
Els Stug s'usaven principalment per al combat de carrer, i eren les primeres unitats blindades en ingressar a una ciutat o poblat, eren molt vulnerables al canó de 35 mm.
Els batallons de canons d'assalt, generalment StuG III, van substituir als previstos batallons Panzer en les divisions Panzergrenadier (infanteria mecanitzada) a causa de l'escassetat de tancs, i algunes vegades van ser usats com a improvisacions en les Divisions Panzer. Els batallons independents també eren desplegats com reforços per a les divisions d'infanteria, i la capacitat anticarro del StuG III va contribuir a mantenir l'habilitat tàctica dels alemanys una vegada que van perdre la iniciativa estratègica.

## Postguerra

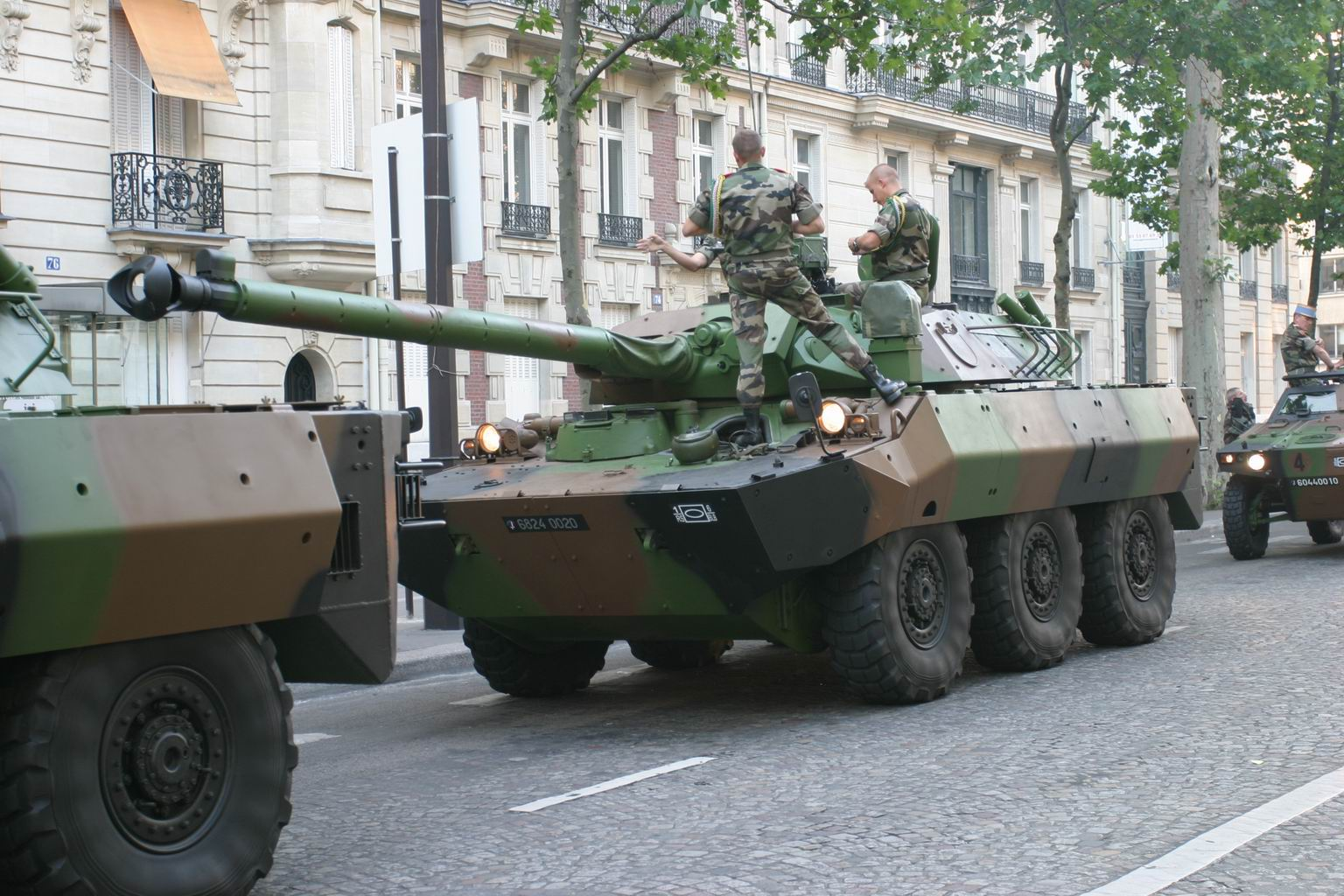
Fotografia d'un blindat AMX-10 RC

En l'època després de la guerra, al concepte de canó d'assalt se li va afegir la possibilitat de ser una arma lleugera que pogués ser traslladada per aire per ser usada junt amb forces aerotransportades. Aquest tipus d'armes estaven basades en vehicles petits o jeeps i les tropes aerotransportades lluitaven en desavantatge en terme d'armes pesants.
Els Estats Units van fabricar seguint aquest concepte el M551 Sheridan, amb un canó de velocitat lenta de 152 mm i el míssil Shillelagh per a capacitat antitancs; tanmateix, el Sheridan va ser considerat un fracàs.
Un altre intent de crear un canó d'assalt modern va ser el Stridsvagn 103, un carro de combat desenvolupat a Suècia en els anys 1950 que va estar en servei fins al 1997, en ser substituït pel Leopard II.
També existeixen altres vehicles, més moderns i amb tracció a rodes, com el B1 Centauro de l'exèrcit italià o l'AMX-10 RC de l'exèrcit francès que al tenir torreta no poden ser considerats canons d'assalt, però que podrien fer tasques semblants a les que faria un canó d'assalt, podent donar suport a la infanteria o amb capacitat per bombardejar posicions fortificades gràcies al seu canó de gran calibre.